# Giant Step/De Ole Folks at Home
Giant Step/De Ole Folks at Home è il terzo album di Taj Mahal, pubblicato dalla Columbia Records nel 1969.
Si tratta di un album doppio: il primo disco (Giant Step) è suonato con la band abituale di Taj Mahal, mentre nel secondo (De Ole Folks at Home) il musicista afroamericano suona da solo.

## Tracce
Giant Step
Lato A
1. Ain't Gwine Whistle Dixie (Anymo') – 1:04 (Taj Mahal, Jesse Ed Davis)
2. Take a Giant Step – 4:20 (Gerry Goffin, Carole King)
3. Give Your Woman What She Wants – 2:34 (Taj Mahal, Joel Hirschorn)
4. Good Morning Little School Girl – 3:49 (Bob Love, Don Level)
5. You're Gonna Need Somebody on Your Bond – 4:58 (Buffy Sainte-Marie)

Durata totale: 16:45
Lato B
1. Six Days on the Road – 3:05 (Carl Montgomery, Earl Greene)
2. Farther on Down the Road (You Will Accompany Me) – 4:43 (Taj Mahal)
3. Keep Your Hands Off Her – 2:18 (Huddie Ledbetter)
4. Bacon Fat – 6:40 (Garth Hudson, Jaime Robbie Robertson)

Durata totale: 16:46
De Ole Folks at Home
Lato C
1. Linin' Track – 1:42 (Huddie Ledbetter)
2. Country Blues #1 – 2:38 (Tradizionale, arrangiamento di Taj Mahal)
3. Wild Ox Moan – 2:46 (Vera Hall, Ruby Pickens Tartt)
4. Light Rain Blues – 3:25 (Taj Mahal)
5. A Little Soulful Tune – 2:40 (Taj Mahal)
6. Candy Man – 2:57 (Gary Davis)
7. Cluck Old Hen – 2:33 (Tradizionale, arrangiamento di Taj Mahal)

Durata totale: 18:41
Lato D
1. Colored Aristocracy – 2:04 (Tradizionale, arrangiamento di Taj Mahal)
2. Blind Boy Rag – 4:10 (Taj Mahal)
3. Stagger Lee – 3:20 (Harold Logan, Lloyd Price)
4. Cajun Tune – 1:58 (Taj Mahal)
5. Fishing Blues – 3:06 (Henry Thomas, Jerry Williams)
6. Annie's Lover – 3:30 (Tradizionale, arrangiamento di Taj Mahal)

Durata totale: 18:08

## Musicisti
Giant Step
- Taj Mahal - voce, armonica, banjo, chitarra steel (mississippi national steel), chitarra acustica (bodied)
- Jesse Edwin Davis - chitarra elettrica, chitarra acustica, pianoforte, organo
- Gary Gilmore - basso
- Chuck Brother Blackwell - batteria

De Ole Folks at Home
- Taj Mahal - voce, armonica, chitarra, banjo, jive